# Villanueva del Conde
Villanueva del Conde é um município da Espanha na província de Salamanca, comunidade autónoma de Castela e Leão, de área 12,99 km² com população de 234 habitantes (2004) e densidade populacional de 18,01 hab/km².

## Geografia
O município cobre uma área de 13 km². Encontra-se a 801 metros acima do nível do mar e o código postal é 37658.
Seu ambiente natural é incomparável, dominado por carvalhos, castanheiros e mato, sendo o jara o principal protagonista. Possui vários caminhos de pequena rota e um de grande rota. As aldeias vizinhas ( Miranda del Castañar, San Martín del Castañar, La Alberca, Mogarraz, Sequeros, San Miguel del Robledo etc.) compartilham muitas das peculiaridades de Villanueva del Conde, especialmente a arquitetura de suas casas, todas elas formando um conjunto quase único na Espanha.

## Demografia
| Variação demográfica do município entre 1991 e 2004 | Variação demográfica do município entre 1991 e 2004 | Variação demográfica do município entre 1991 e 2004 | Variação demográfica do município entre 1991 e 2004 |
| --------------------------------------------------- | --------------------------------------------------- | --------------------------------------------------- | --------------------------------------------------- |
| 1991                                                | 1996                                                | 2001                                                | 2004                                                |
| 313                                                 | 264                                                 | 248                                                 | 234                                                 |

## Locais de Interesse

### Camino de los prodigios
O caminho das maravilhas é uma rota circular de 11 km de comprimento que parte de Miranda del Castañar e passa por Villanueva del Conde para terminar novamente em Miranda del Castañar. Nele você pode ver obras dos artistas Félix Curto, Alfredo Omaña, Marcos Rodríguez e Pablo S. Herrero. O trabalho de Alfredo Omaña se destaca especialmente por suas instalações de camas na natureza, o de Marcos Rodríguez para esculturas de animais em pedra, o de Félix Curto também acrescenta frases famosas para reflexão e Pablo S. Herrero se concentra na intervenção em fachadas, para camuflá-las ou naturalizá-las na paisagem.